# Max Weinreich
Max Weinreich (en ídix: מאַקס ווײַנרײַך; Kuldīga, 22 d'abril de 1896 – Nova York, 29 de gener de 1969) fou un lingüista que va tenir un rol destacat pel que fa a la divulgació i difusió de l'ídix als Estats Units. Va ser un especialista de sociolingüística i d'ídix. Fou pare del lingüista Uriel Weinreich i tingué com a alumne el famós sociolingüista estatunidenc Joshua Fishman. Va traduir Sigmund Freud i Ernst Toller a l'ídix.

## Obres
- History of the Yiddish Language (Volumes 1 and 2) ed. Paul (Hershl) Glasser. New Haven: Yale University Press, 2008.[2]
- Hitler's professors: the Part of Scholarship in Germany's Crimes Against the Jewish People. New Haven: Yale University Press, 1999.
- History of the Yiddish language. trans. Shlomo Noble, with the assistance of Joshua A. Fishman. Chicago: University of Chicago Press, 1980. [Footnotes omitted.]
- Bilder fun der yidisher literaturgeshikhte fun di onheybn biz Mendele Moykher-Sforim, 1928.
- Das Jiddische Wissenschaftliche Institut ("Jiwo") die wissenschaftliche Zentralstelle des Ostjudentums, 1931.
- Fun beyde zaytn ployt: dos shturemdike lebn fun Uri Kovnern, dem nihilist, 1955
- Geschichte der jiddischen Sprachforschung. herausgegeben von Jerold C. Frakes, 1993
- Di geshikhte fun beyzn beyz, 1937.
- Geshikhte fun der yidisher shprakh: bagrifn, faktn, metodn, 1973.
- Hitlers profesorn : heylek fun der daytsher visnshaft in daytshland farbrekhns kegn yidishn folk. Nyu-York: Yidisher visnshaftlekher institut, Historishe sektsye, 1947.
- Mekhires-Yosef: ... aroysgenumen fun seyfer "Tam ve-yashar" un fun andere sforim ..., 1923.
- Der Onheyb: zamlbukh far literatur un visnshaft, redaktirt fun D. Aynhorn, Sh. Gorelik, M. Vaynraykh, 1922.
- Oysgeklibene shriftn, unter der redaktsye fun Shmuel Rozhanski, 1974.
- Der oytser fun der yidisher shprakh fun Nokhem Stutshkov; unter der redaktsye fun Maks Vaynraykh, c. 1950
- Praktishe gramatik fun der yidisher shprakh F. Haylperin un M. Vaynraykh, 1929.
- Shtaplen fir etyudn tsu der yidisher shprakhvisnshaft un literaturgeshikhte, 1923.
- Shturemvint bilder fun der yidisher geshikhte in zibtsntn yorhundert
- Di shvartse pintelekh. Vilne: Yidisher visnshaftlekher institut, 1939.
- Di Yidishe visnshaft in der heyntiker tsayt. Nyu-York: 1941.